# 新谷昌明
新谷 昌明（あらや まさあき、1929年（昭和4年）2月3日 - 2017年（平成29年）7月17日）は、昭和から平成時代の政治家。北海道副知事、小樽市長。

## 経歴
北海道小樽市に生まれる。小樽中学（現・北海道小樽潮陵高等学校）、小樽高等商業学校（現・小樽商科大学）を経て、1950年（昭和25年）慶應義塾大学経済学部を卒業。国家公務員試験に通ったものの結核を患い、5年間の浪人の末、1955年（昭和30年）北海道庁に奉職する。上川支庁税務課から出納局を経て、1962年（昭和37年）より商工観光部勤務となる。鉱政課長時代にオイルショックを経験したのを機にエネルギー問題を学び、道庁きってのエキスパートとなる。1981年（昭和56年）知事長室、1983年（昭和58年）公営企業管理者を経て、1985年（昭和60年）、横路孝弘北海道知事のもとで北海道副知事に就任。
1987年（昭和62年）4月、小樽市長に当選、3期12年務めた。小樽運河の一部保存の方向性を決めた志村和雄前市長の方針を引き継ぎ、在任中の1992年には小樽市景観条例を制定し、小樽の観光都市化を進めた。また、伊藤整文学賞を創設した。市長退任後は北海道国際航空（AIRDO)会長を務めた。
2017年（平成29年）7月17日、陳旧性肺結核のため死去した。